# Villiers-lès-Aprey
Villiers-lès-Aprey è un comune francese di 35 abitanti situato nel dipartimento dell'Alta Marna nella regione del Grand Est.

## Società

### Evoluzione demografica
Abitanti censiti